# Jia Zongyang
Jia Zongyang (Fushun, 1 maart 1991) is een Chinese freestyleskiër. Hij vertegenwoordigde zijn vaderland op de Olympische Winterspelen 2010 (Vancouver), op de Olympische Winterspelen 2014 (Sotsji) en op de Olympische Winterspelen 2018 (Pyeongchang).

## Carrière
Bij zijn wereldbekerdebuut, in december 2008 in Adventure Mountain, eindigde Jia op de vierde plaats, een jaar later boekte hij in Changchun zijn eerste wereldbekerzege. Tijdens de Olympische Winterspelen van 2010 in Vancouver eindigde de Chinees als zesde op het onderdeel aerials.
Op de wereldkampioenschappen freestyleskiën 2013 in Voss veroverde Jia de bronzen medaille op het onderdeel aerials. In het seizoen 2012/2013 won hij het wereldbekerklassement aerials. Tijdens de Olympische Winterspelen van 2014 in Sotsji sleepte de Chinees de bronzen medaille in de wacht op het onderdeel aerials.
In Kreischberg nam Jia deel aan de wereldkampioenschappen freestyleskiën 2015. Op dit toernooi eindigde hij als zesde op het onderdeel aerials. Op de wereldkampioenschappen freestyleskiën 2017 in de Spaanse Sierra Nevada eindigde hij als vierde op het onderdeel aerials. Tijdens de Olympische Winterspelen van 2018 in Pyeongchang behaalde de Chinees de zilveren medaille op het onderdeel aerials.

## Resultaten

### Olympische Spelen
| Jaar | Plaats      | Resultaten |
| ---- | ----------- | ---------- |
| 2010 | Vancouver   | 6e Aerials |
| 2014 | Sotsji      | Aerials    |
| 2018 | Pyeongchang | Aerials    |

### Wereldkampioenschappen
| Jaar | Plaats        | Resultaten |
| ---- | ------------- | ---------- |
| 2013 | Voss          | Aerials    |
| 2015 | Kreischberg   | 6e Aerials |
| 2017 | Sierra Nevada | 4e Aerials |

### Wereldbeker
Eindklasseringen
| Seizoen   | Algm | AE     |
| --------- | ---- | ------ |
| 2008/2009 | 86e  | 28e    |
| 2009/2010 | 9e   | Brons  |
| 2010/2011 | 10e  | 4e     |
| 2011/2012 | 6e   | Zilver |
| 2012/2013 | 5e   | Goud   |
| 2013/2014 | 28e  | 9e     |
| 2014/2015 | 55e  | 14e    |
| 2016/2017 | 75e  | 16e    |
| 2017/2018 | 6e   | Zilver |
| 2019/2020 | 34e  | 8e     |

Wereldbekerzeges
| Datum            | Plaats        | Onderdeel |
| ---------------- | ------------- | --------- |
| 20 december 2009 | Changchun     | Aerials   |
| 10 januari 2010  | Calgary       | Aerials   |
| 17 december 2010 | Beida Lake    | Aerials   |
| 20 januari 2012  | Lake Placid   | Aerials   |
| 3 februari 2012  | Deer Valley   | Aerials   |
| 10 maart 2012    | Moskou        | Aerials   |
| 18 januari 2013  | Lake Placid   | Aerials   |
| 19 januari 2013  | Lake Placid   | Aerials   |
| 16 december 2017 | Secret Garden | Aerials   |
| 17 december 2017 | Secret Garden | Aerials   |
| 19 januari 2018  | Lake Placid   | Aerials   |